# رهاب الإسلام في فرنسا
يحمل رُهاب الإسلام في فرنسا أهمية سياسية خاصة لأن فرنسا تحتوي على أكبر النسب من المسلمين في العالم الغربي، ويرجع ذلك أساسًا إلى الهجرة من دول المغرب وغرب إفريقيا والشرق الأوسط. إن وجود التمييز ضد المسلمين تدعمه الدراسات الاجتماعية والاقتصادية وما يُنظر إليه من عزل واغتراب للمسلمين داخل المجتمع الفرنسي.
إن كلمة الإسلاموفوبيا موضع نقاش في فرنسا، حيث أنه ليس من الواضح ما إذا كانت تشير إلى الخوف من الإسلام أو العنصرية ضد المسلمين، فالأول هو رأي قانوني ومعتقد بينما الثاني يشكل جريمة حسب القانون الفرنسي.
يعتقد بعض الفرنسيين أن الإسلام يعارض العلمانية والحداثة. وهذا يثير الخوف وانعدام الثقة بين الجمهور الفرنسي، مما يسمح للإسلاموفوبيا بالظهور بشكل واضح من خلال الرقابة والقمع السياسي للمسلمين في فرنسا. يُنظر أحيانًا إلى هذا الخوف على أنه ناشئ عن تجربة البلاد مع الإرهاب والاعتقاد بأن المسلمين غير قادرين على الاندماج مع الثقافة الفرنسية.
لقد أعاق الخوف الفرنسي من تعزيز الاختلافات الثقافية رغبة الأفراد المسلمين في الاندماج.
في عام 2010 حظرت فرنسا أغطية الوجه بما في ذلك ارتداء النقاب. بعد إطلاق النار في شارلي إبدو في يناير 2015، وردت تقارير عن هجمات على مساجد ومواطنين مسلمين في جميع أنحاء البلاد.

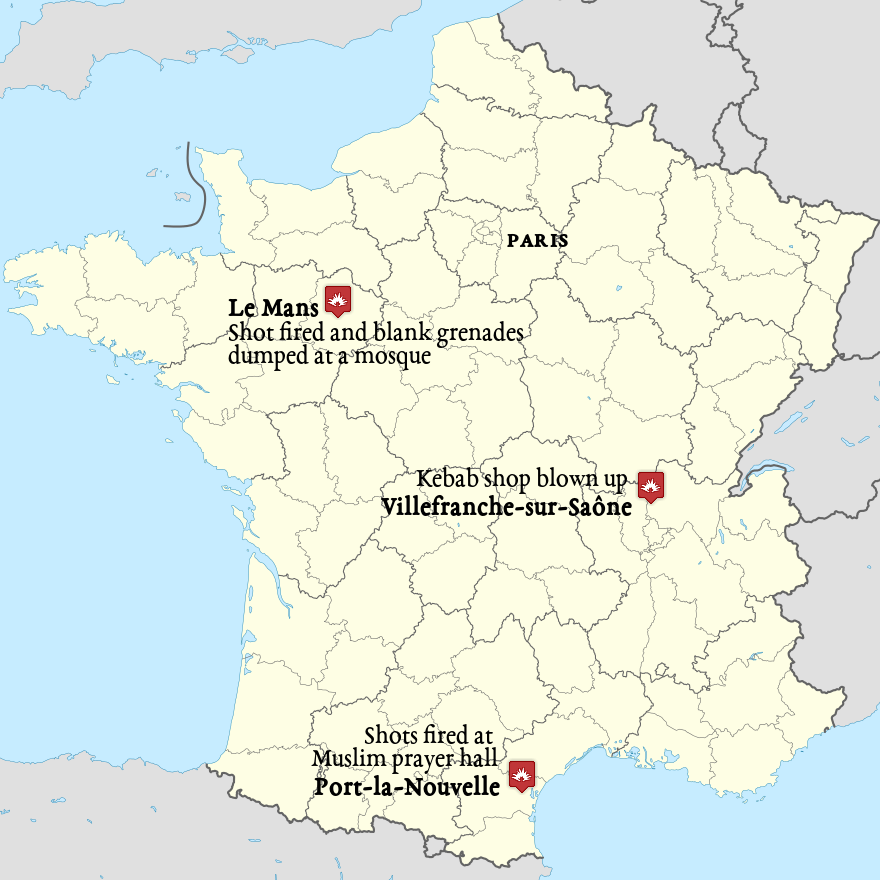
هوجم مسجدان ومحل تجاري مملوك لمسلمين في فرنسا في يناير 2015.

## التاريخ
وفقًا للباحث فينسينت جاسير، فإن «الإسلاموفوبيا المؤسسي» أو «الإسلاموفوبيا من الدولة» غير موجود بالفعل في فرنسا. لكن المجتمع الفرنسي أصبح مشبعًا بمواقف معادية للإسلام مؤخرًا. كان ينظر إلى الإسلام من قبل الكثيرين على أنه دين ليبرالي خاصة خلال "les lumieres" (القرن الثامن عشر)  حيث تطورت الآراء المعادية للدين بسبب تقاليد فرنسا التاريخية المتمثلة في الفصل بين الدولة والكنيسة.
لفترة طويلة، كان ينظر إلى المسلمين على أنهم غرباء من قبل عامة الناس الفرنسيين، بسبب بنية المجتمع الإسلامي الذي يشكل تهديدًا للعلمانية - وهي قيمة فرنسية قوية.

### الجذور الاستعمارية للإسلاموفوبيا
خلال القرن العشرين، كانت فرنسا قوة استعمارية احتلت المناطق ذات الأغلبية الإسلامية في الشرق الأوسط وأفريقيا. كان الفرنسيون ينظرون إلى المسلمين على أنهم شديدو التعلق بدينهم، مما سيؤثر في النهاية على قدرتهم على الاندماج وفقًا لقيمة العلمانية في المجتمع الفرنسي. أدى ذلك إلى حث المحتلين الفرنسيين على حظر الرموز الإسلامية، بما في ذلك أغطية الوجه.
تركت هذه التجربة تصورات راسخة بعمق عن الإسلام، مدفوعة بالسلبية، مما أدى إلى استمرار نمو اليمين السياسي في فرنسا ووجهات نظره المعادية للإسلام. تستمر المواقف المعادية للإسلام حتى يومنا هذا ويمكن أن يُعزى ذلك إلى الجذور الاستعمارية لفرنسا التي جسدت وجهات نظر الفصل العنصري.

### العلاقات الجزائرية الفرنسية
أدت تجربة فرنسا مع الجزائر وانتخابات عام 1992 إلى أعمال عنف عام 1993. ألغيت انتخابات عام 1992 على أساس أن حزبًا إسلاميًا سيفوز. إدراكًا لنمو الدين الإسلامي والتأثير الذي يمكن أن يحدثه على السياسة الفرنسية، بدأت فرنسا في حظر ما اعتقدوا أنه رمز إسلامي، مثل الحجاب حيث اعتبروا خطراً على المجتمع وعلى العلمانية.

### 11 سبتمبر وفرنسا
أثارت هجمات الحادي عشر من سبتمبر الإرهابية توترات بين فرنسا والإسلام، على غرار ما حدث في دول غربية أخرى مثل أمريكا وأستراليا، من خلال زيادة الخوف من الإسلام. منذ أحداث الحادي عشر من سبتمبر، أصبح السياسيون الفرنسيون أكثر ميلًا للتأكيد على آراء يحركها الخوف من الإسلام في المجتمع، مما يزيد الإسلاموفوبيا في فرنسا.

## حوادث
حوادث الإسلاموفوبيا § فرنسا

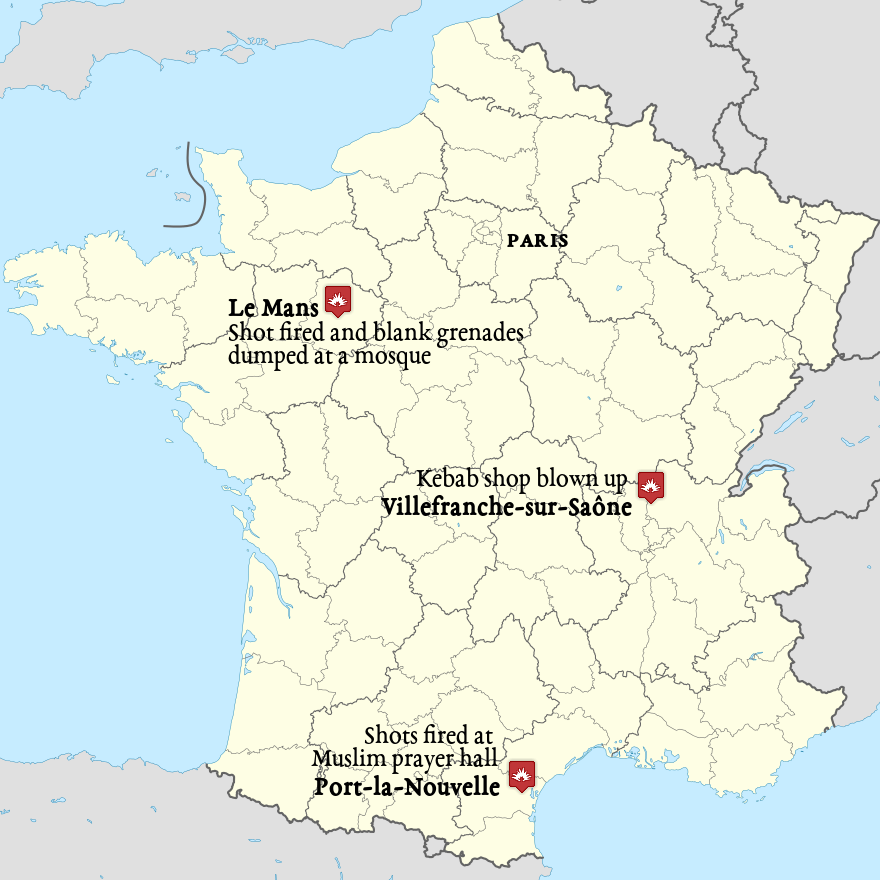
هوجم مسجدان ومتجر كباب مملوك لمسلمين في فرنسا في يناير 2015.

تم تخريب عدد من المساجد في فرنسا على مر السنين. في 14 يناير 2015، أفيد أن 26 مسجدًا في فرنسا قد تعرض للهجوم منذ إطلاق النار على صحيفة شارلي إيبدو في باريس. كما تم الإبلاغ عن 154 حادثة مناهضة الإسلام في عام 2019. وأغلقت السلطات 19 مسجداً في عام 2017، وأغلقت 79 مسجداً آخر في عام 2020.

## نظام العدالة

### التشريعات المؤثرة في بعض السلوكيات الدينية

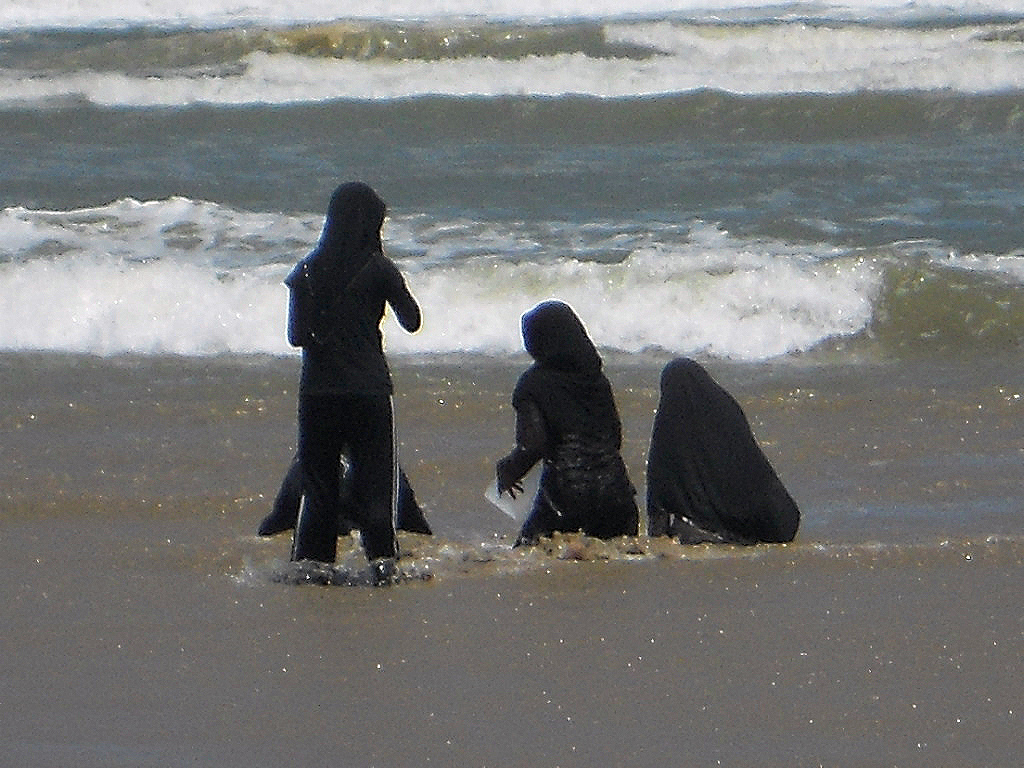
البوركيني: محظور في المدن الفرنسية عام 2016.

في 11 أبريل 2011، منع رئيس الوزراء الفرنسي فرانسوا فيون ارتداء الحجاب في الأماكن العامة في فرنسا بخلاف المساجد، في المنزل أو أثناء السفر كراكب في سيارة.
في 18 أغسطس 2016، أيد رئيس الوزراء مانويل فالس الحظر على ملابس السباحة البوركيني التي تم فرضها في العديد من المدن الفرنسية.
في أكتوبر 2017، قدمت فرنسا مشروع قانون مكافحة الإرهاب الذي أجاز للمسؤولين سلطة تفتيش المنازل وتقييد الحركة وإغلاق أماكن العبادة. وقد أشاد خبير حقوق الإنسان في الأمم المتحدة بالمفهوم الكامن وراء هذا القانون، والذي سلط الضوء أيضًا على التأثير السلبي الذي قد يكون لذلك على الحرية الدينية. بالإضافة إلى ذلك، أثارت فيونوالا ني أولين مخاوف بشأن التهميش المتزايد للمسلمين في فرنسا من خلال تقديم مشروع القانون.
في مايو 2019، صوتت فرنسا على قانون لتمديد قيود موظفي الخدمة المدنية على ارتداء رموز دينية للمساعدين الذين يحضرون الرحلات المدرسية. يمكن القول أن هذا يعزز الحرب ضد اللباس الإسلامي في فرنسا والتي تطورت من خلال حظر البرقع والبوركيني الأصلي والحجاب، مما يؤكد بشكل أكبر على النهج التمييزي للسياسة الفرنسية فيما يتعلق بالإسلام.

### التشريعات المناهضة للتمييز
يتم استنكار الأعمال التمييزية ضد الجماعات الدينية في فرنسا من قبل التشريع الذي يعزز المساواة. بعض التشريعات والمجموعات السياسية التي تتناول مسألة التمييز ضد الحرية الدينية في فرنسا تشمل:
- إعلان حقوق الإنسان والمواطن «المادة العاشرة - لا يجوز إزعاج أي شخص بسبب آرائه، حتى الدينية منها، بشرط ألا يخل ذلك بالنظام العام الذي يقره القانون».
- ديباجة دستور عام 1946 «تنشئ فرنسا مع شعوب أقاليم ما وراء البحار التابعة لها اتحادًا يقوم على أساس المساواة في الحقوق والامتيازات، دون تمييز بسبب العرق أو الدين».

## في وسائل الإعلام
تتواصل المفاهيم المعادية للإسلام من خلال التصوير السلبي لبعض وسائل الإعلام للدين الإسلامي في فرنسا.

غالبًا ما تصور وسائل الإعلام الفرنسية التي تصور الإسلام وجهات النظر السائدة المعادية للإسلام.
«... تنقل وسائل الإعلام الفرنسية نظرة سلبية عن الإسلام - وهو أمر منطقي ومثير للقلق. منطقي، لأن وسائل الإعلام يجب أن تبيع، وبالتالي لديهم حافز لتبني خطاب يردد أصداء ما يجده القراء ومشاهدو التلفزيون والمستمعون المحتملون. مثير للقلق، لأن هذا الاتجاه يضفي الشرعية على الصور النمطية السلبية عن الإسلام، وبالتالي يساعد على ترسيخها بقوة في الرأي العام الفرنسي».
في عام 2012، نشرت صحيفة شارلي إبدو الفرنسية رسوم كاريكاتورية ساخرة تصور النبي الإسلامي محمد، وفقًا لتقليد طويل من العلمانية والتجديف ضد جميع الأديان. قوبلت هذه الرسوم الكاريكاتيرية برد فعل عنيف من المجتمع الإسلامي حيث زعموا أن هذا كان تصويرًا غير محترم لشخصية دينية وبالتالي عمل تمييزي ضد الإسلام.

## في العمل
تكرس ظاهرة الإسلاموفوبيا في فرنسا التمييز ضد المسلمين في جميع مناحي الحياة بما في ذلك تجربتهم في العمل. التمييز ضد الإسلام يعيق وصول المسلمين الممارسين إلى فرص العمل. على سبيل المثال، ذكرت ماري آن فالفورت أن الأفراد المسلمين أكثر عرضة للتمييز بأربعة أضعاف من أولئك الذين يمارسون ديانات أخرى.

تم الإبلاغ عن العديد من حالات التمييز الإسلامي في مكان العمل ضد الأفراد.
«في لاروشيل (الساحل الأطلسي بفرنسا) ... أنهى صاحب العمل توظيف رجل بعد أسابيع من المضايقات بسبب لحيته التي اعتبرت علامة على التطرف الديني».
«التنسيق ضد العنصرية وكراهية الإسلام (CRI) أبلغت عن 15 حالة لخطاب كراهية ضد المسلمين في العمل لم يتم الإبلاغ عنها».
يشير القانون الفرنسي إلى توجيهين رئيسيين فيما يتعلق بالدين والعمل. تشير «حماية الأفراد» إلى أن المعتقدات الدينية للفرد يجب ألا تعوق سير العمل في مكان العمل، بما في ذلك الآراء المتعلقة بمتطلبات النظافة والسلامة. يسلط «حسن سير الشركة» الضوء على أن الدين يجب ألا يتدخل أبدًا في الأداء أو علاقة الفرد بالعمل. تعتبر هذه السياسات الفرنسية متعارضة مع بعض الآراء الأصيلة للإسلام، بدعوى رفضهم لممارسة الدين. على سبيل المثال، يتم رفض استراحات الصلاة ورفض طلب عدم المشاركة في مشروع مع الجنس الآخر - وهما ممارستان يتبعهما بعض المسلمين.
ينظر الفرنسيون إلى الإسلام على أنه إهانة للمرأة مع افتقارها إلى الحقوق، وبالتالي يعتقدون أن ممارسة الإسلام أمر مستحيل في فرنسا لأنه يتعارض مع قيم البلاد. هذا الهدف من «المساواة» يخلق الخوف من خلال الاعتقاد بأن الإسلام سوف يعوق أماكن العمل في فرنسا من خلال اتباع القيم الشوفينية. إن الرأي القائل بأن الإسلام دين ذكوري شوفيني يديم التمييز في مكان العمل لأنه يؤدي إلى تصور أن ارتداء المرأة للحجاب هو رمز للاضطهاد ضد الإناث.
يشير المديرون إلى أنهم رفضوا النساء المسلمات اللاتي تمت مقابلتهن باستخدام أسباب عامة فيما يتعلق بطلب الوظيفة، مع محاولة الابتعاد عن الإسلام باعتباره السبب. ويشيرون إلى أن الخوف من ظهور مكان العمل على أنه يدعم اضطهاد المرأة من خلال هذا «الرمز» الإسلامي (الحجاب) هو ما يسبب هذا الرد التمييزي. يديم هذا الخوف التمييز ضد المسلمين في مكان العمل الفرنسي، حيث تحد الأفكار المسبقة تلقائيًا من فرصهم في الحصول على عمل.

## الجماعات والمفاهيم المعادية للإسلام

### الاستبدال العظيم
ظهر مصطلح «الاستبدال العظيم» على يد رينو كامو في عام 2011 متّهما سياسات الهجرة باعتبارها القضية الرئيسية التي تؤثر على التحول في التركيبة السكانية لفرنسا.
اُستُخدم هذا المصطلح اسمًا لبيان مطلق النار على مسجدي كرايستشيرش.
نتيجة لذلك، أصبح هذا المصطلح معروفًا بشكل متزايد، حيث تستخدمه الجماعات المتعصبة للبيض والسياسيون اليمينيون الآن لنشر أيديولوجياتهم المعادية للإسلام في فرنسا. المهاجرون واللاجئون المسلمون هم في صميم هذه الفكرة، التي تجعلهم القضية الرئيسية التي ينبغي معالجتها.
يقوي الاستبدال العظيم الإسلاموفوبيا من خلال التركيز على المسلمين كمشكلة. وهذا يسمح بانتشار المواقف المعادية للإسلام والتي تتغاضى عن القيود المفروضة على الحقوق الأساسية للمسلمين.